# Richard Worley
Richard Worley (Inghilterra, 1686 – Carolina del Nord, 17 febbraio 1719) è stato un pirata inglese.

Jolly Roger di Richard Worley

Richard Worley è stato, insieme a Emanuel Wynne, uno dei primi a sventolare una Jolly Roger. Non si sa quando sia nato, probabilmente nella seconda metà del XVII secolo. Varò la propria nave insieme a un equipaggio di soli 8 uomini a New York, sulla costa del fiume Delaware. L'equipaggio aumentò presto di numero arrivando a 12 uomini e in seguito a 25. Questo fatto spinse Richard Worley a procurarsi una nuova nave che accogliesse più uomini d'equipaggio.
La bandiera di Richard Worley consisteva semplicemente in un cranio con due ossa incrociate posteriormente; il significato era semplicemente la morte imminente dei nemici.

## L'arresto e la morte
Venne catturato insieme al suo equipaggio dopo aver assaltato due navi mercantili inviate apposta dal Governatore della Carolina del Nord come navi trappola. Il suo arresto fu sanguinoso e solo Worley sopravvisse insieme ad un altro membro dell'equipaggio. I due vennero impiccati il giorno dopo, il 17 febbraio 1719.